# Cerdistus denticulatus
Cerdistus denticulatus là một loài ruồi trong họ Asilidae. Cerdistus denticulatus được Loew miêu tả năm 1849.